# Petr Zmrzlík ze Svojšína (mladší)
Petr mladší Zmrzlík ze Svojšína († 24. prosince 1462) byl český šlechtic a kališnický válečník, syn Petra Zmrzlíka staršího z rodu Zmrzlíků ze Svojšína.

## Původ
Petr byl nejstarší ze tří synů královského mincmistra Petra staršího Zmrzlíka († 1421), štědrého mecenáše knižní kultury, blízkého přítele Jana Husa a spolupracovníka Jana Žižky v počátcích husitské revoluce. Matka Anna z Frymburka patřila k předním ženám své doby, jejíchž rad prý využíval i král Václav IV. Po rodičích zdědil Petr se svými bratry Janem a nezletilým Václavem nejen kališnickou orientaci, ale také rozsáhlý majetek v jihozápadních, středních a východních Čechách (Orlík, Březnice, Kasejovice, Lnáře, Kašperk, Tochovice, Oheb, Vildštejn, Žleby).

## Vojenská činnost
V časech husitských válek vedl správu rodinného jmění nejspíše právě Petr, který si za své sídlo vybral Orlík. Se svým bratrem Janem se účastnil husitských vojenských akcí. Jan Žižka svěřil Zmrzlíkům pod ochranu město Příbram, které však bratři neuhájili proti opakovaným útokům katolického pána Hanuše z Kolovrat, mj. po prohrané bitvě u Hluboše v únoru 1422. Později se Petr Zmrzlík angažoval spíše v lokálních válkách, zatímco Jan se podílel i na zahraničních taženích husitských polních vojsk. Roku 1425 se oba bratři účastnili dobytí tvrze Obořiště a na přelomu let 1432–1433 obléhali s dalšími válečníky a oddíly několika královských měst hrad Lopatu, sídlo loupeživého katolického rytíře Habarta z Hrádku. Ještě roku 1427 hájily oddíly bratří Zmrzlíků Stříbro proti německým vojskům a oddílům plzeňského landfrýdu, na sklonku husitských válek však stanuli v řadách katolicko-kališnické koalice zamýšlející skoncovat se zvůlí polních vojsk. Příklon na stranu krále Zikmunda se Zmrzlíkům, které nyní doplnil i nejmladší z bratří Václav, velice vyplatil, neboť jim byla za odměnu potvrzena držba statků získaných za husitských válek, například Kostelce nad Vltavou a Tochovic zcizených břevnovskému a ostrovskému klášteru.
V době všeobecné anarchie vyvolané interregnem po smrti krále Albrechta Habsburského († 1439) se Petr Zmrzlík podobně jako většina jeho urozených současníků aktivně zapojil do rozjitřeného dění a svedl několik soukromých válek s cílem vylepšit si životní standard na cizí úkor, popřípadě vyrovnat si staré účty. Roku 1444 udeřil spolu s dalšími na hrad Hus u Prachatic, kde se po ztrátě Lopaty usadil Zmrzlíkův dávný nepřítel Habart z Hrádku. V téže době započalo z neznámé příčiny nepřátelství mezi Petrem Zmrzlíkem a městem České Budějovice, které bylo urovnáno roku 1445 prostřednictvím Oldřicha II. z Rožmberka.

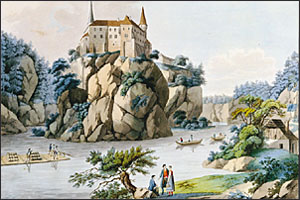
Hrad (dnes zámek) Orlík

Od roku 1445 vedl Zmrzlík válku na bavorské straně hraničního hvozdu, čímž se dostal také do sporu s pasovským biskupem. Řádění Zmrzlíkových rot vyjíždějících pravidelně z hradu Kašperka učinily přítrž až smírná jednání Jiřího z Poděbrad a Zdeňka ze Šternberka s bavorským vévodou Albrechtem III. roku 1453. O rok později se Petr Zmrzlík vzdal hradu Kašperka ve prospěch Zdeňka ze Šternberka. Poté se odstěhoval na Lnáře, kde je poprvé doložen roku 1449. Orlík spolu s Březnicí postoupil již dříve svému mladšímu bratru Václavovi. Ke Lnářům přikoupil roku 1433 od Jana Mládence z Miličína a jeho synů Oldřicha a Domaslava Kocelovice, v plnou držbu vsi se však až po vyřízení všech odúmrtí na zdejším zboží uvázal teprve roku 1461. Roku 1453 se pokusil protiprávně získat Tchořovice, které však musel záhy vrátit Elišce z Vartenberka, jejíž nároky ke zboží opomenul.
Jako stoupenec poděbradské strany přistoupil Petr Zmrzlík roku 1450 společně se svým bratrem Václavem a matkou Annou z Frymburka k vildštejnským úmluvám o příměří s katolickou strakonickou jednotou.

## Manželství a děti
Ženat byl nejpozději od roku 1432 s Annou, sestrou Zdeňka ze Šternberka, s níž zplodil tři syny Jana, Václava a Jaroslava a dvě dcery Kateřinu a Elišku. Zemřel na Štědrý den roku 1462 a byl pochován v kostele sv. Jakuba Staršího v Kasejovicích.